# 中村镇 (宁县)
中村镇，是中华人民共和国甘肃省庆阳市宁县下辖的一个乡镇级行政单位。
2013年，甘肃省民政厅批复同意撤销中村乡，设立中村镇。

## 行政区划
中村镇下辖以下地区：
政兴社区、曹家村、邓家村、李家坳村、刘家村、弥家村、平定村、乔家村、秦店村、孙安村、西王村、新堡村、中村、苏韩村、圪老村、新城村、硷底村、政平村和寺上王村。